# 의회통치제
의회통치제(directorial system)는 국가원수 및 정부수반의 권한을 공동으로 행사하는 여러 사람의 집단이 통치하는 국가체제이다.

## 현존하는 의회통치제
- 보스니아 헤르체고비나: 보스니아 헤르체고비나의 대통령(삼두정치)
- 산마리노: 이두정치
- 스위스: 스위스 연방평의회
- 유럽 연합: 유럽 연합 정상회의

## 같이 보기
- 스위스의 정치
- 산마리노의 정치
- 스위스 연방평의회
- 행정기관
- 아테네 민주주의